# クラ (交易)

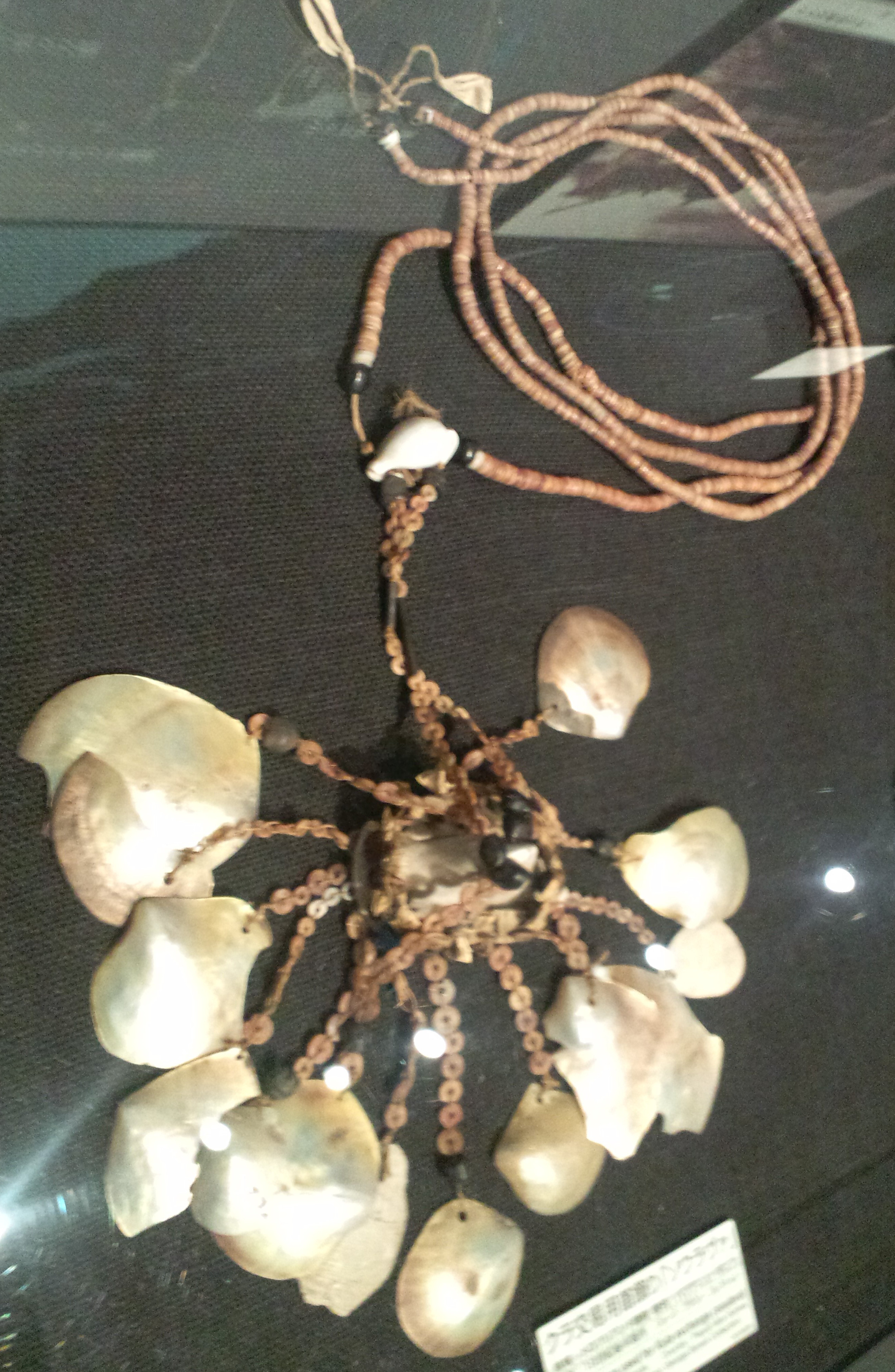
クラ交易用首飾り『ソウラヴァ』（パプア・ニューギニア、トロブリアンド諸島）

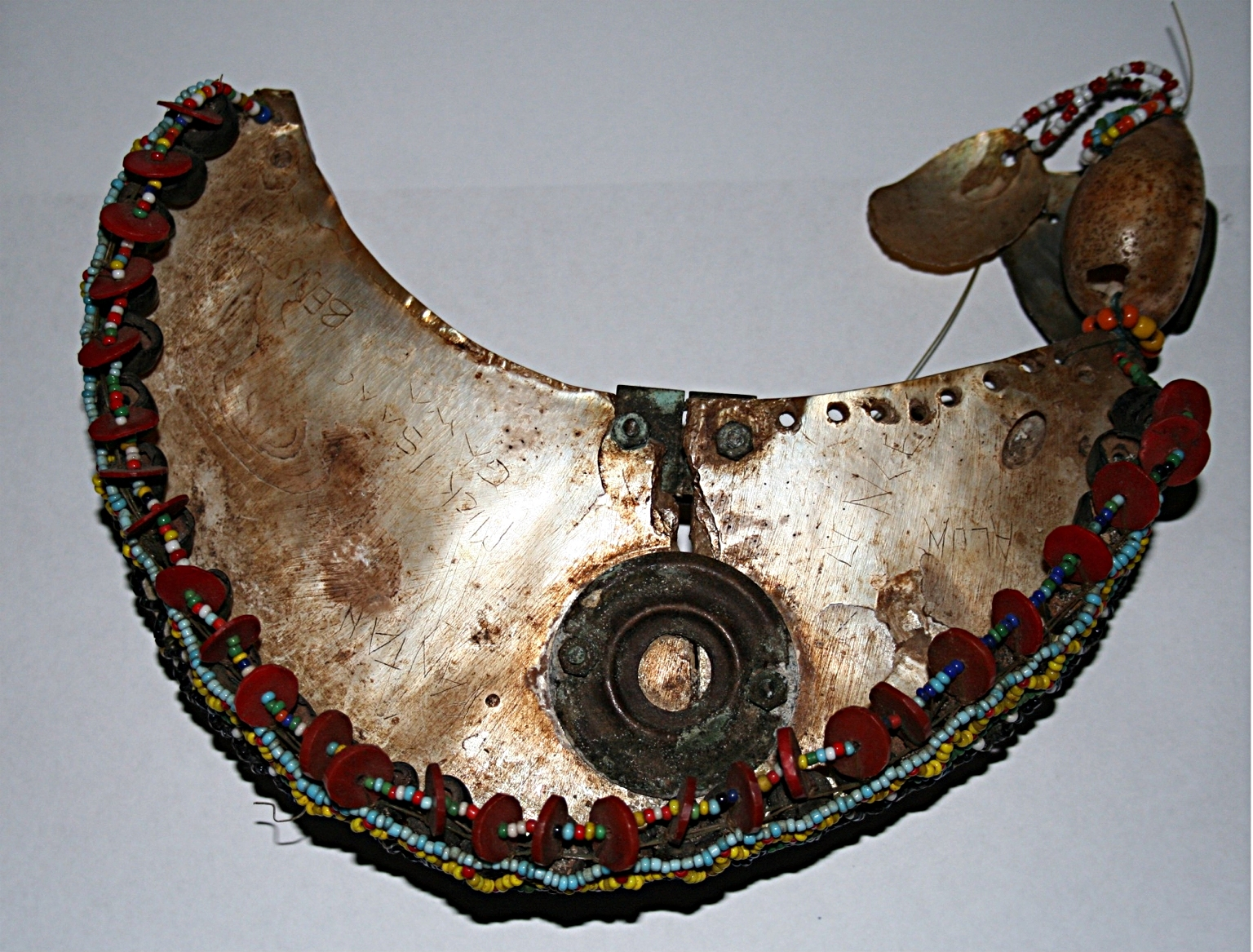
クラ交易用首飾り

クラ（Kula）は、パプア・ニューギニアのマッシム地方で行われる交易である。トロブリアンド諸島、ルイジアード諸島、ウッドラーク島、ダントルカストー諸島などの民族によって行われ、クラ交易とも表記される。クラの交易圏は円環状のネットワークであるため、クラ・リングとも呼ばれる。

## 前史
先史時代には、パプアニューギニア本島とトロブリアンド諸島を直線で結ぶ交易ルートがあったとされる。500年前には、パプアニューギニアからの土器がトロブリアンドにもたらされており、パプアニューギニアのコリンウッド湾とトロブリアンドの黒曜石は、ともにファーガソン島で産出されたものだった。

## 規則
参加者
言語や文化が異なる部族にまたがって広範に行われ、部族ごとに複数の男性が参加する。一度クラに入った人間や品物は、終生を通してクラに属することになる。クラには一村または多数の村による共同体の単位があり、属する者たちは一体となってクラを行う。
品物
品物はヴァイグア（キリウィナ語）と呼ばれ、2種類がある。赤い貝から作るソウラヴァという首飾りと、白い貝から作るムワリという腕輪である。いずれも大規模な儀式的舞踊や祝祭などの重要行事で身につけられ、日常の装飾には使われない。ソウラヴァはクラの交易圏内を時計回りに動き、ムワリは反時計回りに動く。品物が1周をするまでに、2年から10年ほどを要する。
種類
クラ共同体内や隣接する共同体との小さな内部的取引と、遠洋航海による外部との取引がある。また、競合的で大規模なウヴァラクというクラと、普通のクラである小規模なクラ・ワラに分かれる。ウヴァラクは、多くのヴァイグアが集まったときや食料の欠乏、重要人物の死亡などをきっかけとして行われる。
取引の方法
クラに関係する人間は、ソウラヴァかムワリを自分の取引相手へ贈り、相手から反対の品物を返礼として受けとる。例えばソウラヴァを受け取った場合は、ムワリを返礼せねばならない。はじめに贈る品物はヴァガ、返礼の品物はヨティレと呼ぶ。
取引においては議論、競り、その場で相互に交換することなどは禁じられる。返礼までには1年以上かかることもある。クラで贈り物を受けた人間は、同等の品物を返すことを期待されるが、品物の評価は贈る者にまかされている。返礼にもらった品物が不満足であっても、取り消す方法はない。クラは物々交換とは区別されており、物々交換にはギムワリといった名称がついている。クラの作法を守らなかったときは、「ギムワリのようにクラを行った」などと非難される。
呪術
遠洋航海のクラには航海カヌー（ワガ）を用いるため、遠征隊の準備や、これに結びつく呪術がともなう。カヌー建造の呪術、航海を安全にする呪術、ムワシラ（クラにおける美容、安全、説得の呪術）などである。

## 機能
マリノフスキーはクラの機能について以下のように述べている。
- クラの関係は、贈り物と奉仕の相互交換を2人の間に生み出し、何百キロメートルも離れた人間を直接または間接的に結びつけ、義務のやりとりで複雑な規則を守らせる。これにより、部族間に網目状の関係が作られる。また、クラによって他の品物や習慣、歌などの芸術も伝えられる。クラの品物は一時的にしか所有されないが、この所有によって名声を得られ、クラにまつわる功績や逸話が共有される。そのため、競争心、所有欲、名誉欲と結びついている[6]。

- クラにともなって副次的交易が行われ、天然資源の確保がなされる。クラの相手が欲しがる品物を積んで贈り物としたあと、故郷へ持ち帰る品物を手に入れて運ぶ。遠征の途中で品物を調達する場合もある[7]。

- ヴァイグアほど重要ではないが、他にもクラに関係する贈り物が多数存在する。食物の贈り物であるポカラやクワイポル、クラの対象とならない宝物であるカリブトゥ、小さな宝であるコロトムナ、返礼できない場合に中継ぎとして使われるバシなどがある[7]。

- 遠洋航海のクラにあたっては、カヌーの建造をはじめクラ共同体をあげて準備が行われ、船大工への支払いや、サガリという食物の再配分などが活発に行われる[8]。

マリノフスキが調査をしたトロブリアンドは、クラ・リングの交易圏の端に位置する。クラに参加できる人数は少数で財貨が少ないため、クラは権威を維持する役割をもっていた。トロブリアンドで首長制が発達した理由の一つともいわれる。

## 研究
クラは人類学者のブロニスワフ・マリノフスキによって詳細に研究され、彼が『西太平洋の遠洋航海者』という著作を発表して以来、多くの研究者の注目を集めている。マリノフスキは、クラに用いられるヴァイグアをトロフィーにたとえて論じた。マルセル・モースは、『贈与論』で贈与と交換の体系からクラを研究した。カール・ポランニーは、『人間の経済』でクラを互酬関係の1つとして論じた。